# Sylvain Monsoreau
Sylvain Monsoreau (Saint-Cyr-l'École, 20 maart 1981) is een Franse voetballer die als verdediger speelt.
Hij speelde voor FC Sochaux, Olympique Lyon, AS Monaco, AS Saint-Étienne en Troyes AC. In 2014 ging hij in de Indian Super League spelen.

## Carrière
- FC Sochaux (jeugd)
- 1999-2005: FC Sochaux
- 2005-2006: Olympique Lyon
- 2006-2008: AS Monaco
- 2008-2012: AS Saint-Étienne
- 2012-2013: Troyes AC
- 2014: Atlético de Kolkata